# Fuentes Cabadas
Fuentes Cabadas (oficialmente y en asturiano: Fontescavadas) es una aldea perteneciente a la parroquia de Castrillón, en el concejo de Boal, comarca de Eo-Navia, Principado de Asturias, España.
Cuenta con una población de 16 habitantes (INE, 2013) y se encuentra a unos 530 m de altura sobre el nivel del mar, en la margen derecha del río Navia. Dista unos 12,5 km de la capital del concejo, tomando desde ésta primero la carretera AS-12 en dirección a Grandas de Salime, desviándose luego, unos 800 m después de pasar Doiras, por la carretera que discurre sobre la presa del embalse, y luego, 700 m tras ésta, a la izquierda para subir hacia Silvón, desde donde finalmente se toma en una rotonda un desvío que lleva la citada localidad, a aproximadamente 2,5 km de distancia.